# Pierre de Moussy
Pierre de Moussy est un artiste camerounais de Makossa, genre musical de la cote littorale en pays Sawa.

## Biographie

### Enfance, éducation et débuts
Pierre de Moussy est né en 1953 à Ndogkoko-Yabassi. Comme beaucoup d'artistes sawa, il commence dans des orchestres et concerts scolaires. Il rencontre Aladji Touré avec qui il anime les “matinées de jeunes" les dimanches. Il va en France en  1975.

### Carrière

#### Discographe
Vers la fin des années 1970, il commence sur la scène musicale au Cameroun avec  un 45 tours Ebol'a radar. En 1981, il sort l'album Na Wom-Wom Ka Lonka.
Le titre A Senga To séduit. La ligne de basse très simple est de Moustisck Ambassa. La chanson sera reprise des années plus tard par Charlotte Mbango et Tom Yom's. En 1982, avec l'album Radio Trottoir il confirme et fait partie du gratin de « l'équipe nationale du Makossa ». Le titre Radio Trottoir devient un immense succès et rythme le quotidien au Cameroun.
Les thèmes abordés dans ses chansons sont le commérage, les relations hommes-femmes, la jalousie, l'infidélité.
En 1984, c'est la consécration. L'album et le titre Ndolo l'amour lui donnent une grande notoriété.
Deuxième Bureau paraît en 1986 durant l'âge d'or du Makossa. En 1987, paraît Douala City. En 1988, C'est ma wa, a no di joss. En 1991, Reviens-moi Fatimatou.
Zéro amour paraît en 1998 chez JPS.

#### Style musical
Pierre de Moussy est l'un des chanteurs Makossa les plus prolifiques des années 80. Sa musique a un jeu de basse attrayant et porte la signature de Aladji Touré.

#### Personnalité et fin de vie
Hospitalier, il accueille des artistes camerounais en France dans les années 1970 et 1980
Le 30 décembre 2017, après un grave accident de la circulation à Genève, il plonge dans le coma. Il meurt à Genève en Suisse, à 65 ans, le 26 janvier 2018. Son ami Dina Bell lui avait rendu visite peu avant. Il le confirme le 27 janvier 2018 sur la radio publique CRTV.